# سانا غوميز
سانا غوميز (بالإسبانية: Sana Gomes) (7 سبتمبر 2002 في غينيا بيساو - ) هو لاعب كرة قدم غيني بيساوي في مركز الظهير الأيسر يلعب في نادي الوصل الإماراتي.

## وصلات خارجية
- سانا غوميز على موقع قاعدة بيانات كرة القدم.إي يو (الإنجليزية)
- سانا غوميز على موقع Soccerway.com (الإنجليزية)